# Gerd Heinrich
Gerd Hermann Heinrich (ur. 7 listopada 1896, zm. 17 grudnia 1984) – niemiecki przyrodnik (entomolog), jeden z najwybitniejszych ichneumonologów (badaczy gąsieniczników) w historii.

## Życiorys
Urodził się w Berlinie. Po matce odziedziczył majątek Borówki na Krajnie (powiat sępoleński), którego właścicielem był do 1945. W 1937 ukończył studia na Uniwersytecie Humboldtów. W latach 20. i 30. XX wieku odbył wiele wypraw badawczych, między innymi do Persji, Indonezji oraz na Moluki. Po wybuchu II Wojny Światowej Heinrich i jego żona znaleźli się na czarnej liście Gestapo, dla ochrony przed którym uczony wstąpił do Luftwaffe. W 1943 zakopał swoje zbiory w metalowych skrzyniach. Po zakończeniu wojny mieszkał w Niemczech, a w 1951 wyemigrował do USA, gdzie zamieszkał w stanie Maine. W 1960, kiedy stało się jasne, że odzyskanie kolekcji entomologicznej nie będzie możliwe, skontaktował się z zoologami w Polsce, którzy według jego wskazówek odnaleźli i odkopali zbiory. Okazały się nienaruszone i były wysyłane autorowi do opracowania, opublikowanego w wielu tomach, częściowo na łamach polskiego czasopisma Annales Zoologici. W 1979 otrzymał doktorat honoris causa Uniwersytetu Maine.
Znaczna część jego zbiorów znajduje się w Muzeum i Instytucie Zoologii PAN w Warszawie.

## Osiągnięcia naukowe

### Entomologia
Heinrich był światowym autorytetem w dziedzinie gąsieniczników. Dokonał podziału tej rodziny na podrodziny, a w ciągu swojego życia opisał 1479 nowych taksonów (gatunków i podgatunków) gąsieniczników.

### Ornitologia i teriologia
Heinrich zajmował się również ptakami i ssakami. W dżungli wyspy Celebes, w czasie wyprawy podjętej w latach 1930–32 na zlecenie muzeów zoologicznych w Nowym Jorku i Berlinie, odnalazł tzw. "chrapiącego ptaka", czyli wodnika chrapliwego (Aramidopsis plateni). 

## Upamiętnienie
Na jego cześć nazwano rodzaj gąsieniczników Heinrichiellus Tereshkin, 2009 (= Heinrichia Tereshkin, 1996 non Stresemann, 1931; = Heinrichiella Tereshkin, 2000 non Hedwig, 1949). Epitet gatunku typowego Heinrichiella hildegardae (Tereshkin, 1996) upamiętnia żonę i współpracowniczkę badacza. 
Ponadto jego imieniem nazwano kilka gatunków owadów, na przykład opisanego ze Słowacji Melanichneumon heinrichi Riedel, 2014. 